# 超級亞久里車隊
超级亚久里车队（英語：Super Aguri F1 Team），為歷屆一級方程式車隊之一。該車隊由前一級方程式車手鈴木亞久里創立，总部設立于日本东京，而运营中心則位於英國牛津郡的菲尔德技术中心，前身為飛箭基地。於2008赛季的第四場分站賽事後，因财务困难正式宣佈退出一级方程式锦标赛。
車隊一共獲得4个积分，均由佐藤琢磨在2007赛季时取得。

## 概要

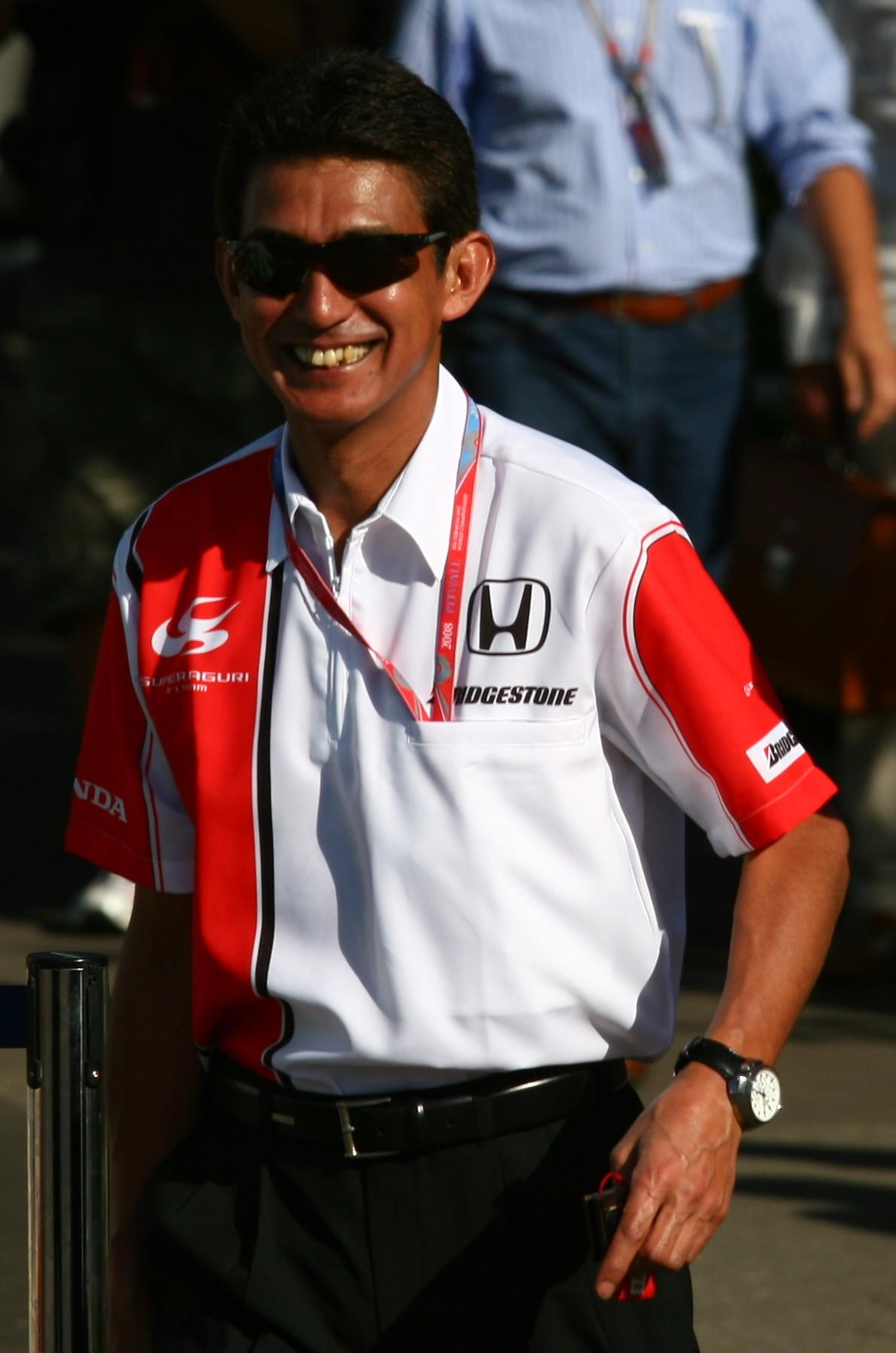
车队代表铃木亚久里

由前F1车手铃木亚久里于2005年创建。以“纯日本车队”为号召，在创建时，主要构成要素的车体制造商·引擎制造商·轮胎供给商·主力车手全部为日本国籍。但自2007年起，主力车手启用了英国车手安东尼·戴维森。
在参赛第二年的2007年第4站西班牙大奖赛，佐藤琢磨获得了梦寐以求的车队第一分（第8名·1分），接着在第六站加拿大大奖赛，对2005·2006两赛季冠军的费尔南多·阿隆索成功超越，并获得积分（第6名·3分），展现了活跃的状态，并在车队积分上甚至曾经反超母队本田F1车队，取得飞跃式的成果，得到很多注意。
但是，车队自成立之日起，财政问题就未能得到解决，甚至出现他们获得的第一家大型赞助商，总部位于香港的石油贸易企业SS UNITED GROUP未支付一分赞助费的情况，直至在2008年第5站土耳其大奖赛前的2008年5月6日，铃木亚久里车队代表一人在东京的酒店举行记者招待会，宣布退出F1的决定。

### 纯日本车队
车队总部所在地注册为位于东京都港区的“株式会社A·Company”（车队代表铃木亚久里的事务所）的地址，引擎由本田提供，轮胎由普利司通提供，并以此作为“纯日本车队”的标志。但其实除了测试车手，从车队成立起就没有使用日本的以外，卻以设在英国的牛津郡利菲尔德的工厂作为车队的海外活动地，也是事实上的总部所在地，所以也并非“什么都是日本国籍”。
不过，不说国籍的问题，车队工作人员的士气，即使在这种严峻的环境下依然很高，传为佳话。在预算规模、与其他日本车队比起来要短得多的准备期的条件下，能够表现出很高的竞争力，绝对不能忘记他们的努力。这种高涨的热情所带来的团结的力量，在直播影像中也能够看到。
在参赛当时，赛车的车体上，印有“Born in Japan”的文字。但是这片区域后来改为了赞助商的商标。上述的两次获得积分的纪录，均由担任第一车手的佐藤琢磨达成，也是“纯日本体制”的快举。

### 活动地点
超级亚久里F1株式会社将车队机动部队的基地设在了2001年以前属于普罗斯特车队的测试团队，2002年以前属于TWR（汤姆·韦坚逊竞技）的总部，英国的利菲尔德技术中心。这家工厂属于美国的富豪约翰·美纳德，虽然自2003年才取得，但车队设施的使用是基于租赁协议，在这家工厂中还有不少家其他的公司。
在2006年上半年，车队曾经宣布将来将在由本田所有的布莱克利总部的近北部建设新工厂。但在同年，Mell Composite开建新工厂，并且超级亚久里F1车队株式会社也购买了一部分设施，所以租赁协议延长到了2008年底。
另外，由约翰·美纳德所有的原TWR的汽车调查部门（美纳德技术公司 MEL），大约于2006年11月被改编为Ultra Motive公司，被编入拥有福特系经历的马丁·里奇所率领的玛格码集团。这被认为有可能是为了应对2008年将实施的客户底盘合法化而进行的多手准备。但是，直至2008年末，旨在解禁客户底盘的协和协议也未能得到所有车队的同意。
另外，至于其他联动的地点，有供给基本设计的顾问企业的位于银石创新中心内的保罗·怀特所率领的Peejayuu Limited，而本·伍德所率领的空气动力学部门则位于英格兰的萨里郡。

### 工作人员
工作人员以常务总监丹尼尔·奥德托与技术主管马克·普雷斯顿为首，由原飞箭车队的TWR系的成员为中心构成。
拥有总监级别职位的高层工作人员
| 职位     | 姓名                   | 备注       |
| -------- | ---------------------- | ---------- |
| CEO      | Aguri Suzuki           | -          |
| 常务总监 | Daniele Audetto        | TWR系      |
| 车队总监 | Mick Ainsley-Cowlishaw | TWR系      |
| 经营主管 | Kevin Lee              | TWR系      |
| 财政主管 | Wayne Humphries        | TWR系      |
| 竞技主管 | Graham Taylor          | TWR系      |
| 技术主管 | Mark Preston           | TWR系      |
| 工程主管 | Mark Ellis (2007-2008) | ProDrive系 |

## 历史

### 车队成立前的经过
2005年2月，铃木亚久里向本田提案通过收购英美车队一部分股份，实现车队的共同运营。这个提案的具体内容是：由本田负责技术部门，而由A·Company负责在日本的推广与赞助活动。
由于此前Direxiv车队向亚久里表明了希望支援他参战F1的意向，所以亚久里预定是使用这笔资金收购车队的股份。
但进入7月，本田表示不接受这一提案。之后，HRD的和田康裕曾经提出收购米纳尔迪车队，但在此前后，本来预定出资的Direxiv突然宣布停止活动，而且红牛与杰哈德·伯格已经在与米纳尔迪方面进行交涉，这一提案也未能成立。
最终，只得是采用了由亚久里从头开始成立一支新车队的方法。
首先是在8月，亚久里与丹尼尔·奥德托取得联系。奥德托与亚久里，是他在拉洛斯车队参加F1的时候以来的旧交。当时的奥德托隶属于美纳德技术公司，而该公司所有的利菲尔德工厂也是由奥德托负责的。9月16日，亚久里前往英国，在利菲尔德的工厂与奥德托会谈。28日他再次前往英国，与奥德托募集的工作人员一同进行了会谈。
当时的预定是由本田提供他们在2005年使用的英美 007赛车。但10月25日，本田的说明称他们不能提供这一赛车。所以，车队决定使用以2002年之后撤出F1的飞箭车队的飞箭车队·A23为基础的赛车。

### 资格承认之前
在2005年日本大奖赛比赛前的新闻发布会上，本田突然宣布了
- 有成立新车队并参赛的动向
- 有向这支新车队供给引擎的计划
- 已确定离开英美-本田车队的佐藤琢磨已接到这支车队的邀请

这几项决定。当初针对此决定，曾有人揶揄说这是在转移不与佐藤琢磨续约后反对之声的视线。不过在11月1日，铃木亚久里宣布已向FIA完成了新车队的登记工作，验证了本田之前的发布。
但在12月初，FIA所发布的下一年度参赛资格名单中，并没有这支队伍的名字。当时他们的解释理由是“相关文件准备失误”，但实际上原因是因为未能寻找到赞助商，导致参赛所需的4800万美元的保证金未能在规定时间以前打入FIA的账户（铃木亚久里后来证实）。
但这时候，时任FIA主席马克思·莫斯利表示，如果能够支付保证金，将可以承认参赛名额。由此，车队为再次申请参赛，在年内取得了其余10支车队的许可（12月21日米德兰车队表示同意，从而得到了全部车队的同意）。与此同时，为了能够得到保证金的支援，车队与多家企业进行了商谈，最后决定与软银进行交涉。在多次交涉之后，本来已经确定将由软银负责保证金的支援，但在最后阶段，由于考虑方法相悖（软银方面要求虽然不成为赞助商，但要在车队名与赛车上体现软银的名字），交涉破裂。最后，由亚久里的朋友介绍，得到了蓝天银行的融资，算是交齐了保证金。结果，在参赛资格确认截止日前一天的2006年1月26日，FIA正式确认了超级亚久里车队的参赛资格。
2006赛季开幕前的2月10日，车队在日本经济新闻刊登了全版广告“亚久里日本出征”（亜久里ジャパン出陣）。转天的2月11日，车队在于同日开幕的“表参道之丘”近处的特设会场，举办了F1参赛纪念活动等，以使车队在日本国内的知名度能够上升。

### 车队名称的变更
设立当初，车队名称为“Super Aguri Formula 1”，但根据协和协议，如要将“Formula 1”作为队伍名使用，需要缴纳使用费，所以车队在2006年3月24日将名称更改为了现有的名称，并公布了新的图标，以避免了这一情况。

### 2006赛季

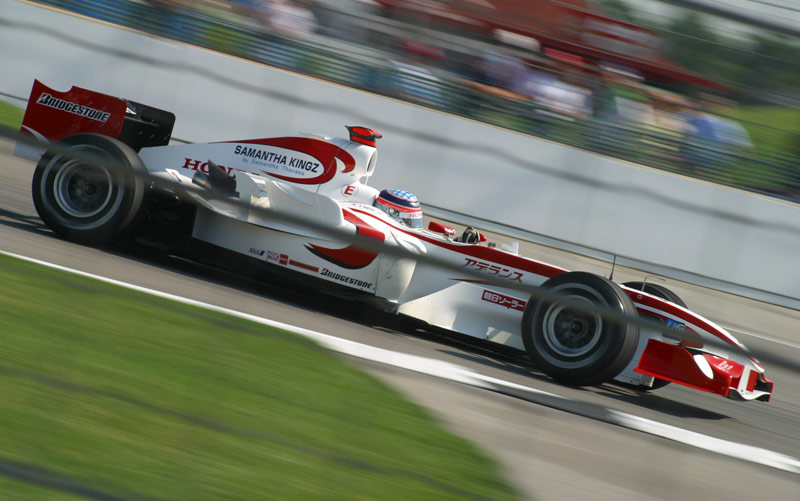
佐藤琢磨在2006年美国大奖赛中

跨越重重苦难，车队终于得以在揭幕战巴林大奖赛中登场。但在登场时的赛车SA05的性能与稳定程度均未达到能够与其他车队竞争的水平。原因除资金不足以外还有
- 以落后四年的飞箭车队·A23的底盘为基础制造
- 在制造SA05的同时，还在同时致力于开发新车SA06
- 赛季前的测试实际上只进行了3天

等。实际上，他们即使是与同级别的劲敌米德兰车队相比都要差出1秒以上的速度。所以车队也基本认识到这一赛季就是“学习”的赛季。
不过，在第12站德国大奖赛中，新车SA06终于得以登场。而且，在第14站土耳其大奖赛，B配置（SA06B）得以投入使用，性能得以强化，至少可以与米德兰车队小有一战。

### 2007赛季

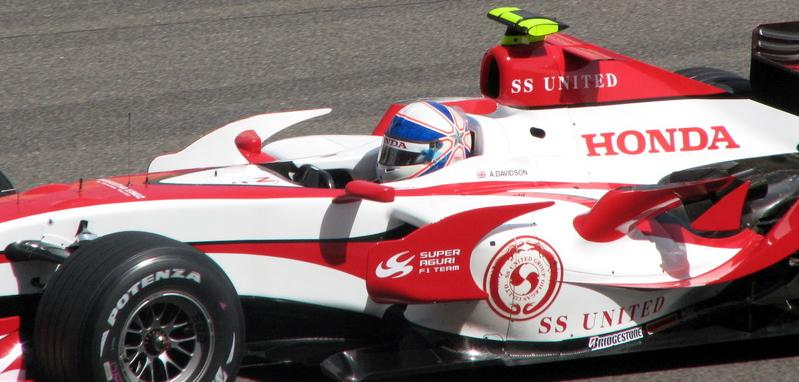
安东尼·戴维森在2007年巴林大奖赛的排位赛中

本赛季车队启用了与本田栃木研究所合作制造的新车SA07，导致威廉姆斯车队、世爵车队等宣称SA07是违反协和协议的客户底盘，并不排除起诉的可能。
世爵车队在揭幕站澳大利亚大奖赛的预算赛之后立即提出了异议抗告，之后提出诉讼。关于此事至今未有定论，但参赛的权利已由FIA予以认可，且车手所获得积分有效。至于车队积分的有效性，应由判决结果作出决定，但由于等待判决结果需要时间，故在同赛季的美国大奖赛举行的会议中，伯尼·埃克莱斯顿提出了“相关的3支车队，在赛季结束后，将所获得的电视转播费用与分红集中并平分”的调停案。
但是，由于迈凯伦车队的工作人员自法拉利车队的工作人员处不正当地获得了机密情报，导致迈凯伦车队的车队积分与比赛成绩全部无效，并确定为最后一名，所以世爵车队也得以享有相应的分配金额。
另外，在赛季开始时，总部设在香港的石油贸易企业SS UNITED GROUP成为了车队的首家大型赞助商。虽然在赛车的侧面与尾翼上均喷涂了该企业的标识，但该企业一笔赞助费都没有支付。虽然车队为继续履行合约，将该公司的标识继续保留在赛车上，但在2007年日本大奖赛，车队终于没有再继续保留标识，从官方网站上也删除了连接到该企业网站的链接。车队方表示由于未支付赞助费，将考虑起诉该企业。

### 2008赛季
在季前的测试中，虽然车队使用了以本田曾使用的RA107赛车为蓝本，并施以独自改良的暂定赛车（SA07B）进行测试，但由于为了车队的存续而进行的股权买卖导致了经营者与本田的技术商讨出现问题，导致本田要求不得再使用这一暂定赛车，使车队自2008年1月起，陷入了无法继续测试的窘境。
在本田栃木研究所的协助下制造的2008年款赛车SA08A，虽然已经通过了FIA的碰撞测试，也由于上述理由，无法继续将其用于测试中。
在缺席测试的过程中，车队代表为改善财务状况，继续针对出售车队股份问题进行交涉。2008赛季的开幕周，车队宣布英国的汽车产业咨询·企业再生公司微捷码集团将取得车队。自车队代表铃木亚久里以下，技术合作伙伴本田、佐藤琢磨与安东尼·戴维森的车手阵容均将得到保留。虽然详细未经发布，但据信他们决定出售车队的过半数甚至100%的股份。
但是，本来预定要向前述的微捷码集团提供收购超级亚久里的资金的迪拜国际资本（下称DIC）表示停止这一计划。虽然车队重建计划一度加上本田开始了再度交涉，但在西班牙大奖赛之前，资金已经完全耗尽，西班牙大奖赛的参战也变得岌岌可危。在这个时候，本田提供了一笔资金（实际上根据后来的消息，本田并未出资，而是由后面将出现的威格尔集团提供了这笔资金），使车队得以参加西班牙大奖赛。其后车队与威格尔集团发布了共同声明，表示已进入了车队收购的最后阶段。
但本田对此表示异议（实际站在表面的是本田F1车队的CEO尼克·弗莱）。本田（弗莱）判断“以威格尔集团的规模，如果背后没有赞助商，将不可能能够以重建车队为目标来拥有一支F1车队”。有报道称，本田反对威格尔集团的真正原因是因为微捷玛&DIC承诺将一次付清超级亚久里欠本田的（包括引擎等的供应费）贷款，而威格尔表示将分三年偿还。但实际上即使以威格尔自身的实力难以支撑整个赛季，但至少参加数站比赛的资金还是足够的，在这期间足以找到新的赞助商（威格尔在接受采访的时候也提到了赞助商的存在）。此外，本田关心收购后的运营，使人对它的立场也产生疑问。
最后，2008年5月6日，超级亚久里F1车队的铃木亚久里代表宣布退出F1。同时也表明车队将不参加5月11日的土耳其大奖赛。发足于2005年，如同奇迹一般参加了2006赛季，并在2007赛季多次获得积分，其成绩一时间甚至超越了本家本田F1车队的这支车队，仅仅3年时间就告谢幕。理由除了上述的资金不足以外，还有以弗莱领导的本田F1车队所提出的异议。

## 撤退后
超级亚久里的资产被径付拍卖，大部分都被德国的配件设计、制造公司丰泰高科拍下。他们获得了利菲尔德的工厂等。在此之后，车队在2008年7月7日正式接受了破产宣告。
进入2009年，FIA发布了“预算限制条款”。此时，铃木亚久里在接受采访时曾表示“如果体力允许，我确实想回到F1”，但之后A·Company代表、超级亚久里合伙人秋田史否认了这则报道。
另外，拍得了车队资产的丰泰高科，曾以“布拉汉姆大奖赛车队”（公司名为“布拉汉姆大奖赛有限公司”）的名义申请参加2010赛季的F1比赛。但是，虽然它已经获得了名称的使用权，但布拉汉姆家族发出声明表示将提出诉讼，而在FIA发布的“2010年F1参赛名单”中，也没有出现该车队的名字。

## 车手

### 2006年
当时的体制

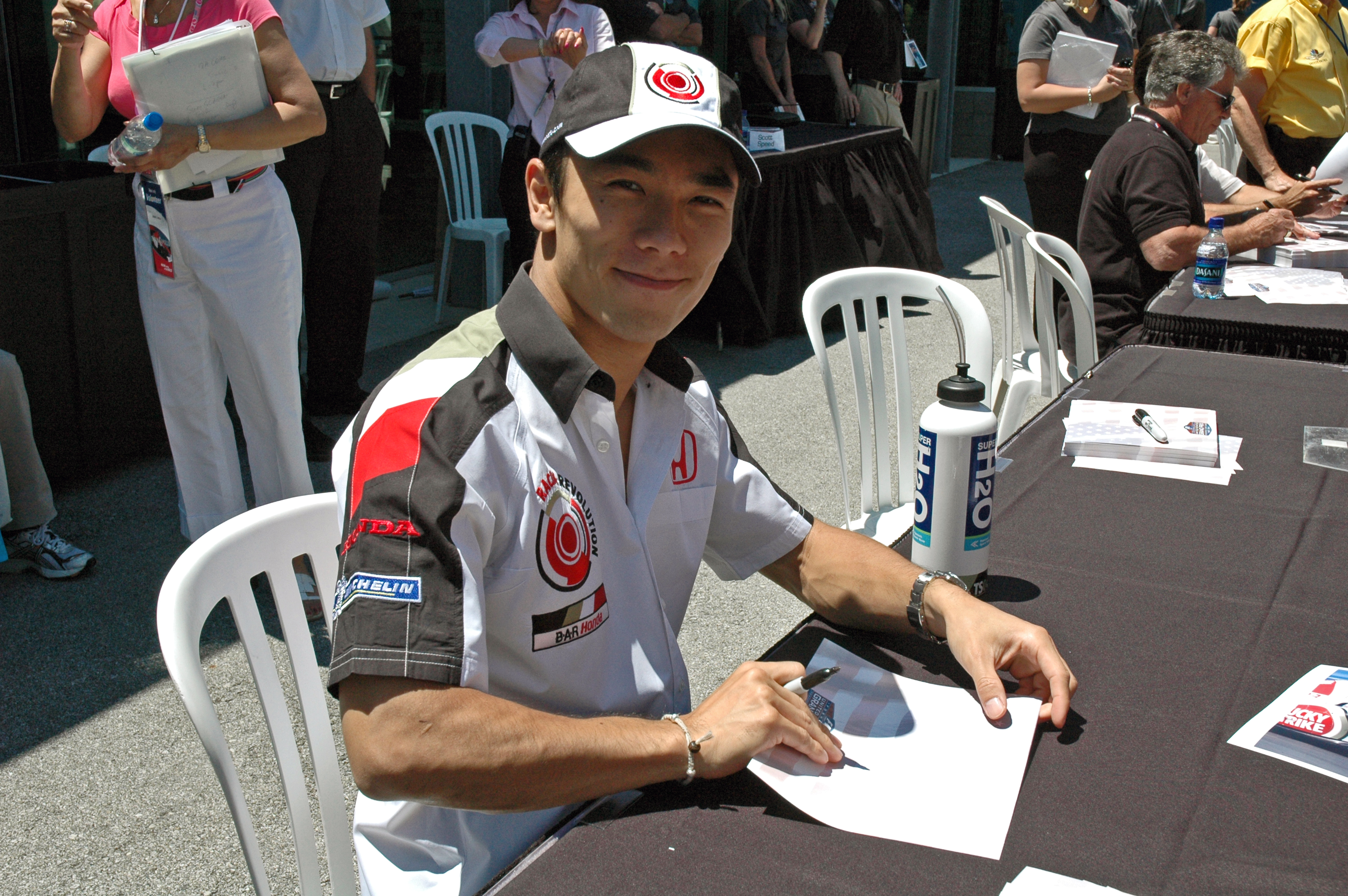
佐藤琢磨在2005年美国站

2006赛季的车手，从当时的经纬来看，起用佐藤琢磨是毫无疑问的。另一位车手，从纯日本车手的观点来看，同时是ARTA车手的井出有治被视为是有力竞争者，但车队曾表示同时在与来自日本、欧洲与美国的车手进行交涉。同时当时也有观点认为，为了赞助商的关系考虑，不会出现两位日本车手。
但是，2月15日车队正式宣布将起用佐藤与井出。两位正选车手均为日本人，这在F1历史上尚属首次。
另外关于第三预备车手，车队与2005年担任雷诺的试车手的法国人弗兰克·蒙塔尼签订了截止至第三站比赛的短期合同。第四站以后的预备车手，有本田F1车队的预备·试车手安东尼·戴维森、詹姆斯·罗斯特等被作为候选，但由于本田未允许他们参赛，外界本预期他们将自第四站起不任命预备车手。
FIA劝告后更换车手
但与多数人的预想相反，车队表示将于第五站欧洲大奖赛起用备用车，由蒙塔尼担任备用车手。
但是FIA向车队发出劝告称“为了让井出积累足够的F1比赛经验，应让他在周五的自由练习赛进行练习，以积累足够的里程数”。
接受这一劝告后，车队将井出改为第三车手，并将蒙塔尼改为比赛车手。但随后FIA再次发出劝告称“自由练习赛也不应让井出出场”，而且没有多余的赛车，所以车队放弃了在欧洲大奖赛起用备用车。
再加上在欧洲大奖赛结束后的5月10日，FIA决定剥夺井出的超级驾照。
车队曾摸索将井出作为测试车手保留的方法，但由于
- 重新交付超级驾照需要所有车队的同意，但多数车队均表达了反对的意向
- 由于截至SA06登场为止都没有安排测试，未能凑得足够的驾驶里程数

等原因，重新登场非常困难。
这之后井出还参加了日本方程式、SUPER GT等日本国内的比赛，但均为以“超级亚久里租借”的形式，合同延续至赛季结束。
车队与蒙塔尼签订了截至蒙纳哥大奖赛作为正选车手的合同，并在当时表示将在通盘考虑之后再行决定。当时曾经预想将启用新的日本车手，但车队后将蒙塔尼的合同延续至美国大奖赛。虽然自欧洲大奖赛起使用备用车的预定未能实现，但自英国大奖赛起车队起用了山本左近，终于使备用车得以开跑。
山本的合同当时签订至美国大奖赛，而蒙塔尼的合同也是到美国大奖赛结束。但是车队考虑到在蒙塔尼主场作战时将他降格为备用车手过于残酷，而且新车SA06推迟至德国大奖赛再行起用，故车队在法国大奖赛之前仍然维持了第二车手蒙塔尼，备用车手山本的阵容。直到德国大奖赛，山本才升格为第二车手。另外，蒙塔尼直到2006赛季结束均留在车队作为备用&开发车手，2007赛季转至丰田担任试车手。

### 2007年

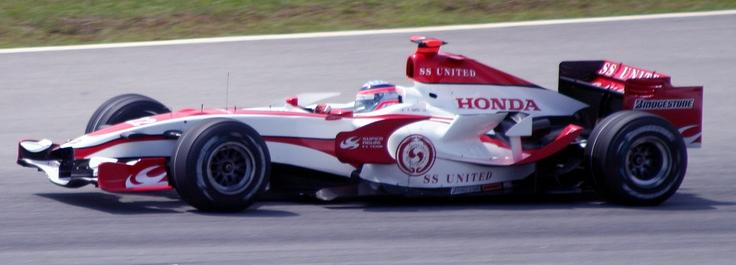
2007年马来西亚大奖赛

2007赛季佐藤留队，而队友换为了担任本田的备用车手的安东尼·戴维森。而备用兼第一试车手由在2006年参加F3欧洲系列赛的荷兰车手基多·范德嘉德担任，而第二试车手由在2006年下半赛季担任正选车手的山本左近担任。山本同时表示将参加GP2的比赛。
但是，2月1日，世爵F1车队所公布的备用车手名单里，基多·范德嘉德作为第二测试车手赫然在列，引起一阵议论（详细请参照基多·范德嘉德）。这一“双重契约”问题，导致基多·范德嘉德实际上已经离开车队。虽然当时有猜测称山本将升为第一测试车手，但车队后于5月14日宣布将由原本田的试车手詹姆斯·罗斯特担任第一试车手，而山本如前预定仍然担当第二试车手。
同年7月26日，世爵宣布将用山本替代克里斯蒂安·阿尔伯斯担任比赛车手。由此，山本离开了车队。

### 2008年
由于车队的财务状况，使车队以接受纳拉因·卡蒂凯扬为条件，接受了印度Spice集团的赞助。工作人员曾讨论戴维森的留队与否的问题，但最终车队还是维持了2007赛季的车手阵容，由佐藤与戴维森搭档参赛。

## 赛车

### SA08A
2008赛季前，本田曾经告知超级亚久里，如果追加了“即使得到客户底盘供给也可以被认定为一支车队”的协和协议能够通过，则本田将向超级亚久里提供与本田同等的赛车。
自2007年11月12日起在加泰罗尼亚赛道进行的为期3天的合同测试中，车队使用了酷似本田曾使用的RA107的赛车“SA07B”。而2008赛季的揭幕站，车队使用了与12月、2月两次赫雷斯赛道测试的与“SA07B”基本相同的RA107的前部，以及RA108的底盘部分合体的“SA08A”（自揭幕站起更换称谓）。

## 赞助商
由参赛的轨迹以及车队的状况﹑方针考虑，赞助商也主要以日本企业为中心进行募集。2006年车队通过与广告代理的电通公司合作，募集了大半小型的日本企业。由于与电通的合作只持续了一年，之后所有通过电通签订的赞助合同也全部中止。之后车队虽以Bansei证券作为中介募集新的赞助商，但最终未能获得大型的赞助商。而且，还被介绍了诸如SS UNITED GROUP这样的皮包公司，为应对 SS UNITED GROUP 不履行合同所得到的提案又是完全不切实际的收购莲花等。车队被 Bansei 证券持续玩弄，最终遭受退出的结局。
以下的赞助商包括仅以实物形式提供赞助的企业。

### 退出时仍为赞助商的企业
- 本田
- 普利斯通
- Samantha Thavasa
- 新日本石油
- Autobacs Seven
- SEIKO
- 日本特殊陶业
- 高田
- RODAC：制造赛车﹑提供检修工具
- SPEAKERBUS：提供比赛中的通讯设备
- METRIS：提供高科技测量系统
- Kinotrope：建设官方网站
- Proxim Wireless：提供无线网络系统
- NEXSAN
- WINCANTON PRINT
- OMP Racing：提供车手与工作人员的装备
- BGN
- EACS
- MATALAN
- 富士电视台：（2006年第4站圣马力诺大奖赛～第7站蒙纳哥大奖赛﹑第12站德国大奖赛﹑2007年第4站西班牙大奖赛﹑第15站日本大奖赛（只有佐藤琢磨的赛车）张贴了标识。原因是自车队建立时起富士电视台所给予的各种努力与协助）

### 曾经的赞助商
- BERIK：（2006年 季前测试～同年赛季结束）
- Mobilecast：（2006年第1站巴林大奖赛～同年 第7站蒙纳哥大奖赛）
- 朝日饮料（SUPER H2O）：（2006年 第1站巴林大奖赛～同年 赛季末，对佐藤琢磨的个人援助仍在继续）。
- LifeCard：（2006年 第1站巴林大奖赛～同年 赛季末，合作信用卡发行持续至2007年6月18日）
- 全日本航空公司：（2006年 第1站巴林大奖赛～同年 赛季末）
- 爱德兰丝：（2006年 第6站西班牙大奖赛～同年 赛季末）
- 朝日太阳能：（2006年 第9站加拿大大奖赛～同年赛季结束）
- EXPANTAY商工：（2006年 第11站法国大奖赛～同年赛季结束）
- 久光制药：（2006年 第12站德国大奖赛～同年赛季结束）
- ECC：（2006年 第12站德国大奖赛～同年赛季结束）
- 金盛保险：（2006年 第17站日本大奖赛、同社的日本法人）
- Bemus：（2006年 第17站日本大奖赛）
- 日清食品（方便面）：（2006年 第15站意大利大奖赛～同年 赛季末、2007年 第15站日本大奖赛)
- 维珍航空： （2006年 第17站日本大奖赛、2007年 第15站日本大奖赛、第16站中国大奖赛、佐藤琢磨的个人赞助关系仍然持续）
- SS UNITED GROUP： 总部设在香港的石油贸易企业

类似皮包公司，2007年8月后即已联系不上，官方网站还没有开放就改成了“重建中”。
签订合同后，虽然一次也没有支付赞助费，但车队仍然继续在车身上显示该公司的标识以履行合约。但是，在2007年日本大奖赛之前，车队终于停止了对该公司标识的显示，网站上链接到该公司的链接亦已被删除。车队表示正在考虑起诉对方。
- 先锋（carrozzeria）：（2007年 第15站日本大奖赛～同年 赛季末）
- 日本四叶：（2007年 第15站日本大奖赛～同年 赛季末）

## 印象深刻的比赛

### 2006赛季
第2站马来西亚大奖赛
- 佐藤琢磨在比赛开始后即将名次提升，与 红牛二队与米德兰展开缠斗。虽然在与红牛二队里尤兹的对抗中一度被超越，但随即借助其尾部气流再度反超。看到这次超车，伊藤利寻（转播员）非常激动以至于大叫“这就是大和之魂！”

第18站巴西大奖赛
- 佐藤琢磨、山本左近本来均被期待能够第一次晋级第二节排位赛，但最终未能如愿。决赛从刚一起步就陷入混乱。佐藤在第一圈结束后排在第15位，安全车退出后已经上升到第13位，挡在前面的队友进站后驾驶再上一步。佐藤在第二次进站前的比赛中盘阶段，单圈速度比领先集团同等甚至更快，排名也上升至第10位。在比赛终盘阶段，虽然单圈速度较之第9位库比卡要更快，但未能实现逆转。而山本在比赛的最快单圈纪录中排名第7位，连续3站完赛，圆满收关。

### 2007赛季
第1站澳大利亚大奖赛
- 佐藤琢磨成就了车队第一次，也是惟一一次晋级第三节排位赛的纪录。

第4站西班牙大奖赛
- 佐藤琢磨与在比赛终盘阶段被迫紧急停站的雷诺车手费斯切拉对抗并胜出，获得第8名，得到了车队历史上的第1个积分。

第6站加拿大大奖赛
- 佐藤琢磨在排位赛中以些微差距错过晋级第三节排位赛的机会，不过也获得了第11名的好成绩。决赛是一场安全车出动4次的混乱的比赛。佐藤在比赛中没有犯任何错误，坚实地一步一步提高名次。佐藤依据自己的判断使用了在安全车出现的那一圈更换软胎，而在安全车撤离后立即加油并更换硬胎的作战策略（完成必须使用两种轮胎的要求，并缩短工作时间短的软胎的使用时间）起到效果。在比赛终盘，他接连超越了使用软胎的丰田车手拉尔夫·舒马赫与上年度的总冠军，迈凯伦车手费尔南多·阿隆索，成功获得第6名。
- 安东尼·戴维森在决赛中的表现也是可圈可点，排名曾经到了第3名，但赛车撞到了横穿赛道的土拨鼠，导致前翼破损，被迫进行了预定外的进站。最终他也成功完赛，排在了第11名。

## F1賽季成績
(賽果底色示意列表)

P – 桿位

F – 最快圈速

* – 賽季進行中 

† –  車手未完成賽事，但已完成90%的原定賽程，因而有排名 

‡ –  由於未完成預定距離的75％，因此該場比賽只能獲得一半積分 

| 2006   | SA05 SA06 | 本田 RA806E 2.4 V8 | B |               | 巴林 | 马  | 澳   | 圣  | 欧  | 西  | 摩  | 英  | 加  | 美  | 法  | 德  | 匈  | 土  |     | 中  | 日   | 巴西 | 0 | 第11 |
| 2006   | SA05 SA06 | 本田 RA806E 2.4 V8 | B | 佐藤琢磨      | 18   | 14  | 12   | Ret | Ret | 17  | Ret | 17  | 15† | Ret | Ret | Ret | 13  | NC  | 16  | DSQ | 15   | 10   | 0 | 第11 |
| 2006   | SA05 SA06 | 本田 RA806E 2.4 V8 | B | 井出有治      | Ret  | Ret | 13   | Ret |     |     |     |     |     |     |     |     |     |     |     |     |      |      | 0 | 第11 |
| 2006   | SA05 SA06 | 本田 RA806E 2.4 V8 | B | 弗兰克·蒙塔尼 |      |     |      |     | Ret | Ret | 16  | 18  | Ret | Ret | 16  |     |     |     |     |     |      |      | 0 | 第11 |
| 2006   | SA05 SA06 | 本田 RA806E 2.4 V8 | B | 山本左近      |      |     |      |     |     |     |     |     |     |     |     | Ret | Ret | Ret | Ret | 16  | 17   | 16   | 0 | 第11 |
| 2007   | SA07      | 本田 RA807E 2.4 V8 | B |               | 澳   | 馬  | 巴林 | 西  | 摩  | 加  | 美  | 法  | 英  | 歐  | 匈  | 土  |     | 比  | 日  | 中  | 巴西 |      | 4 | 第9  |
| 2007   | SA07      | 本田 RA807E 2.4 V8 | B | 佐藤琢磨      | 12   | 13  | Ret  | 8   | 17  | 6   | Ret | 16  | 14  | Ret | 15  | 18  | 16  | 15  | 15† | 14  | 12   |      | 4 | 第9  |
| 2007   | SA07      | 本田 RA807E 2.4 V8 | B | 安東尼·戴維森 | 16   | 16  | 16†  | 11  | 18  | 11  | 11  | Ret | Ret | 12  | Ret | 14  | 14  | 16  | Ret | Ret | 14   |      | 4 | 第9  |
| 2008   | SA08      | 本田 RA808E 2.4 V8 | B |               | 澳   | 馬  | 巴林 | 西  | 土  | 摩  | 加  | 法  | 英  | 德  | 匈  | 歐  | 比  |     | 新  | 日  | 中   | 巴西 | 0 | 第11 |
| 2008   | SA08      | 本田 RA808E 2.4 V8 | B | 佐藤琢磨      | Ret  | 16  | 17   | 13  |     |     |     |     |     |     |     |     |     |     |     |     |      |      | 0 | 第11 |
| 2008   | SA08      | 本田 RA808E 2.4 V8 | B | 安東尼·戴維森 | Ret  | 15  | 16   | Ret |     |     |     |     |     |     |     |     |     |     |     |     |      |      | 0 | 第11 |
| 來源： |           |                    |   |               |      |     |      |     |     |     |     |     |     |     |     |     |     |     |     |     |      |      |   |      |

## 外部連結
- 車隊官方網站（已关闭）